# Eulalia Ramos

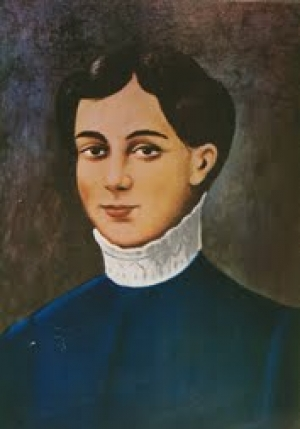
Eulalia Ramos

Eulalia Ramos Sánchez (được gọi là Eulalia Buroz hoặc Eulalia Chamberlain; sinh 1795 - mất 7 tháng 4 năm 1817) là một nữ anh hùng trong Chiến tranh Độc lập Venezuela.

## Tiểu sử
Sinh ra ở Miranda, cô là con gái của Don Ignacio Ramos và Doña María Alejandra González Henriquez. Bà kết hôn với Juan Jose Vásquez. Năm 1814, bà chuyển đến Cartagena. Bà ở lại Haiti một thời gian trước khi chuyển đến Cumaná, nơi bà biết rằng chồng mình đã bị xử tử theo lệnh của Tướng Monteverde của Tây Ban Nha. Sau đó, bà kết hôn với Đại tá Anh, Charles Chamberlain, người gắn bó với Bộ Tổng tham mưu Bolivar. Chamberlain đã bị thương nặng trong trận chiến Unare Barracks, và lánh nạn với Eulalia ở Venezuela ở Barcelona, Anzoátegui.
Vào ngày 7 tháng 4 năm 1817, Quân đội Hoàng gia đã chiếm Barcelona. Toàn bộ dân số của thị trấn đã lánh nạn ở Tu viện San Francisco. Sau khi Chamberlain chết trong trận chiến, Ramos đã cố gắng di chuyển cơ thể của ông trước khi bị một sĩ quan Tây Ban Nha bắt và đánh đập. Ông đề nghị cô từ bỏ nguyên nhân độc lập để đổi lấy sự sống còn lại, nhưng bà nhanh chóng lấy súng của ông ta và bắn vào ngực ông ta, giết chết ông ta ngay lập tức, trong khi hét lên "Viva la Patria - mueran los tiranos". Ngay lập tức, những người Tây Ban Nha khác vồ lấy bà, giết bà bằng lưỡi lê của họ, trong khi quân đội rơi vào tay lực lượng hoàng gia.